# Sandy (film fra 1918)
Sandy er en amerikansk stumfilm fra 1918 af George Melford.

## Medvirkende
- Jack Pickford - Sandy Kilday
- Louise Huff - Ruth Nelson
- James Neill - Judge Hollis
- Edythe Chapman - Mrs. Hollis
- Julia Faye - Annette Fenton